# 西鉄バス北九州・蜷田自動車営業所

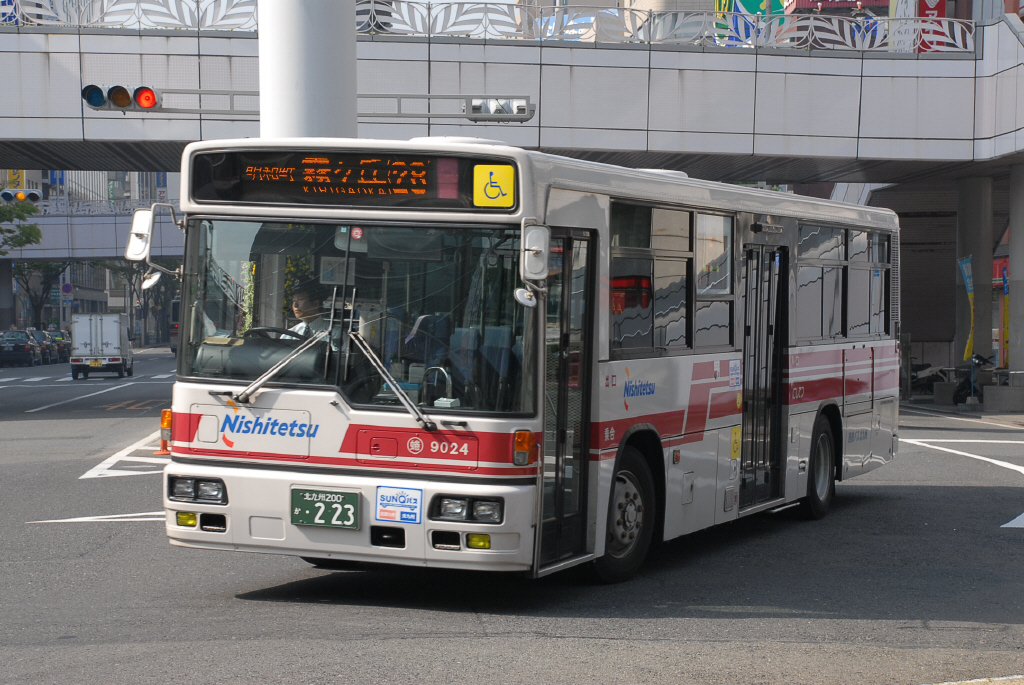
当時の路線車

西鉄バス北九州・蜷田自動車営業所（にしてつバスきたきゅうしゅう・になたじどうしゃえいぎょうしょ）は、かつて存在した西鉄バス北九州のバス営業所。
主に北九州市都心部と小倉南区を結ぶ路線を担当。なお、「営業所」の名称は西鉄バス北九州社内における呼称であり、西鉄本社ではサイトにおける事業所案内で行橋営業所とともに「車庫」扱いしていた。

## 概要

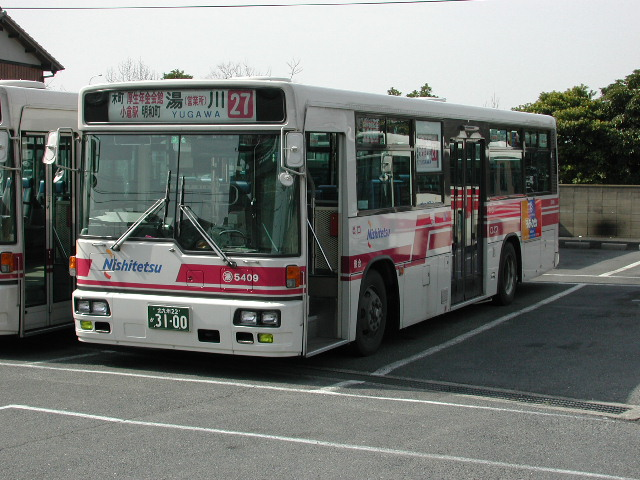
湯川営業所にて

蜷田車庫自体は古くから存在していたが、もともとは「車庫」とは名ばかりの「折返し場」であった。営業所としては現在の湯川新町三丁目バス停付近に湯川自動車営業所が存在していた。
その後、西鉄グループの事業見直しで北九州地区に於けるタクシー事業を強化することとなり、その拠点を確保するため湯川営業所が廃止・タクシー営業所（北九西鉄タクシー小倉南営業所）に転換され、蜷田車庫は有人営業所に昇格し湯川営業所の業務を引き継いだ。一旦再び戸畑営業所の車庫に降格となったものの、行橋車庫同様有人の営業所として機能していたため、2008年社内での名称が「自動車営業所」に戻った。なお、タクシー営業所については、その後国の再規制やグループ全体における事業リストラの余波もあって閉鎖され、「小倉営業所」として小倉北区中井に移された。蜷田車庫時代には蜷田バス停で折り返す区間便も設定されていた。
グループにおけるバス事業見直しに伴い、他の営業所に比べ「固有路線」が無く全ての路線が他の営業所との共同運行となっていたこともあり、2012年6月23日の終バスを以って営業所としては廃止された。このリストラにより、小倉南区南東部のバス事業主轄は弥生が丘営業所に一本化されたが、車庫機能の存廃については明らかにされていない。また一部路線は小倉と弥生が丘の共同管理に移行した。
※湯川営業所跡地は、西鉄タクシーの営業所に転換された後に「紳士服専門店 ザザホラヤ 小倉総本店」の第二駐車場となった。
所在地
福岡県北九州市小倉南区横代北町2丁目3番4号
最寄バス停
蜷田（一時「西鉄蜷田営業所前」という副称が付いた）

## 廃止時点の管轄路線

### 黒原 - 戸畑線
□ 11
舞ヶ丘団地→湯川→城野駅前→三萩野→南小倉駅前→一枝→浅生市場前
平日・土曜に1本のみ運行。強いて言えばこれのみが「固有路線」となるが、起点が異なる同番号便を恒見営業所が運行し、湯川より先が共同運行の形となっていた。戸畑方面発の便は恒見営業所行のみが運行される。
■■ 27
湯川新町三丁目 - 霧丘三丁目 - 黒原一丁目 - 明和町 - 砂津バスセンター - 小倉駅バスセンター - 平和通 - 北九州市役所 - 小倉北区役所前 - ソレイユホール・ムーブ前 - 南小倉駅前 - 木町 - 一枝 - 戸畑区役所 - 戸畑駅 - 八幡製鉄所総合センター前
■■ 28
舞ヶ丘団地 - 湯川新町三丁目 - 霧丘三丁目 - 黒原一丁目 - 明和町 - 砂津バスセンター - 小倉駅バスセンター - 平和通 - 北九州市役所 - 原町 - 南小倉駅前 - 木町 - 一枝 - 戸畑区役所 - 戸畑駅 - 八幡製鉄所総合センター前
戸畑営業所と共管。
以下の路線は平日・土曜日の朝のみ運行されていた。金田陸橋西行きは客扱い後に金田一丁目へ回送されてここから八幡製鉄所総合センター前行きとなった。
- 金田陸橋西←一枝←戸畑区役所←戸畑駅←八幡製鉄所総合センター前
- 金田一丁目→南小倉駅前→一枝→戸畑区役所→戸畑駅→八幡製鉄所総合センター前

### 中原線
■■ 93
サンリブシティ小倉 - 湯川新町三丁目 - 霧丘三丁目 - 広寿山 - 附属小学校 - 砂津バスセンター - 魚町 - 大門 - 中原（ - 戸畑区役所 - 浅生通り - 戸畑駅） - 幸町 - 戸畑渡場
戸畑営業所と共管。戸畑駅系統（小倉駅前⇒戸畑駅間）（戸畑駅⇒戸畑区役所間）は行先番号5番へと変わった。

### 長野 - 戸畑線
■■ 5
舞ケ丘団地 - （上横代）  - 蜷田 - 北方 - 城野四角 - 三萩野 - 平和通 - 魚町 - 大門 - 中原 - 幸町 - 戸畑渡場
- 西鉄北方線の代替路線として設定された。設定当初は小倉南区役所行きだったが、後に蜷田行きとなり、さらに上横代、舞ケ丘団地まで延長された。弥生が丘営業所と共管で全便がワンステップ車を使用。
- かつては路面電車代替系統を表すため、行き先番号が黄色に丸囲みで表示されていた。また蜷田が難読地名のためか、行き先表示の上部に「になだ」とふりがなが振ってあった。

## 車両
路線車のみで、三菱ふそうと日産ディーゼルの配置。全車西工B型。

## 使用機器
運賃表示機は小田原機器製、運賃箱はレシップ製を使用。